# اوهتنا
اوهتنا (به لاتین: Uhtna) یک منطقهٔ مسکونی در استونی است که در دهستان راکوره واقع شده‌است. اوهتنا ۴٫۸ کیلومتر مربع مساحت و ۳۰۴ نفر جمعیت دارد.